# Brian Brobbey
Brian Ebenezer Adjei Brobbey (Amsterdam, 1 februari 2002) is een Nederlands voetballer met Ghanese roots die als aanvaller voor Ajax speelt. Hij is een broer van Kevin Luckassen, Derrick Luckassen en Samuel Brobbey.

## Clubcarrière

### Ajax
Brian Brobbey speelde in de jeugd van AFC en kwam in 2010 in de jeugdopleiding van Ajax terecht.
In seizoen 2018/19 kwam hij uit voor Ajax onder 19 en mocht ook tweemaal meedoen met Jong Ajax. Op 15 oktober 2018 debuteerde Brobbey in het betaald voetbal voor Jong Ajax, in de met 2–1 verloren uitwedstrijd in de Eerste divisie tegen Jong PSV. Hij kwam in de 59e minuut in het veld voor Leo Thethani.
Vanaf seizoen 2019/20 kwam hij uit voor Jong Ajax. Dat seizoen werd zijn ontwikkeling belemmerd door verschillende blessures.
In seizoen 2020/21 speelde Brobbey opnieuw voor Jong Ajax. Op 31 oktober 2020 maakte Brobbey zijn competitiedebuut voor de hoofdmacht van Ajax, in de met 5–2 gewonnen thuiswedstrijd tegen Fortuna Sittard. In de 66e minuut kwam hij in het veld voor Lassina Traoré. In de 74e minuut tekende hij voor de 3–1. Op 9 december 2020 beleefde hij in de thuiswedstrijd tegen Atalanta Bergamo zijn debuut als basisspeler en debuteerde hij in de UEFA Champions League. Hij werd uit voorzorg in de rust gewisseld. Begin februari 2021 maakte Brobbey bekend dat hij zijn aflopend contract bij Ajax niet zou verlengen, waardoor 2020/21 zijn laatste seizoen bij Ajax zou zijn. Op 18 februari 2021 maakte Brobbey als invaller in de laatste minuten het winnende doelpunt in de UEFA Europa League tegen de Franse koploper Lille OSC, waardoor Ajax deze uitwedstrijd van de zestiende finales met 1–2 won. Dat seizoen werd hij kampioen met Ajax.

### RB Leipzig
Brobbey tekende op 12 maart 2021 een vierjarig contract bij RB Leipzig, dat inging per 1 juli 2021. Op 24 november 2021 kreeg hij voor het eerst een basisplaats bij deze club. Dit gebeurde in de met 0–5 gewonnen uitwedstrijd van de UEFA Champions League-groepsfase tegen Club Brugge.
Al na een half seizoen werd Brobbey door Leipzig verhuurd aan Ajax, waar hij in de eerste twee wedstrijden in de basiself stond en trefzeker was. Op 24 januari 2022 werd er een blessure vastgesteld bij de aanvaller, waardoor hij meer dan vijf weken uit de roulatie zou zijn. Hij werd voor de tweede maal landskampioen met Ajax.

### Terugkeer bij Ajax
Op 22 juli 2022 tekende Brobbey een vijfjarig contract bij Ajax en keerde zodoende na ruim een jaar terug bij de Amsterdammers. Ajax betaalde circa 16,35 miljoen euro aan RB Leipzig met eventueel drie miljoen euro aan bonussen in het vooruitzicht. Waar Brobbey zelf voorafgaande aan de competitie vooral Dušan Tadić en Steven Bergwijn als zijn voornaamste concurrenten beschouwde, was het in de praktijk eerst Mohammed Kudus die ook regelmatig in de spits werd opgesteld. Gedurende een groot deel van het seizoen wisselden Brobbey en Kudus elkaar af in de spits. Na de start van interim-coach Johnny Heitinga eind januari, veranderde dit in een afwisseling van Brobbey en Dušan Tadić. Brobbey had het fysiek nog altijd moeilijk om een volledige wedstrijd uit te spelen.
In seizoen 2023/24 kreeg Brobbey na het vertrek van Kudus en Tadic nieuwe concurrentie van Georges Mikautadze en Chuba Akpom. Brobbey wist de concurrentiestrijd te winnen, en kreeg meer speeltijd dan in het voorgaande seizoen. Op 3 februari was hij voor het twaalfde opeenvolgende duel in de eredivisie betrokken bij een goal, waarmee hij het clubrecord van Ruud Geels overtrof. Na afloop van het seizoen kozen de Ajax-supporters Brobbey tot Ajacied van het jaar. Op clubniveau maakte hij met Ajax een crisisseizoen door. Op 21 december 2023 werd hij met Ajax uitgeschakeld in het KNVB Bekertoernooi door de amateurs van USV Hercules.
In het seizoen 2024/25 concurreerde Brobbey om de spitspositie met Chuba Akpom en de door Ajax aangekochte Wout Weghorst. In de eerste seizoenshelft kreeg hij wel veel speeltijd, maar scoorde hij zo weinig, dat hij een moeilijke fase in zijn voetballoopbaan moest doorstaan.

## Clubstatistieken

### Beloften
| Seizoen         | Club            | Competitie      | Competitie | Competitie |
| Seizoen         | Club            | Competitie      | Wed.       | Dlp.       |
| --------------- | --------------- | --------------- | ---------- | ---------- |
| 2018/19         | Jong Ajax       | Eerste Divisie  | 2          | 0          |
| 2019/20         | Jong Ajax       | Eerste Divisie  | 13         | 7          |
| 2020/21         | Jong Ajax       | Eerste Divisie  | 17         | 9          |
| 2021/22         | Jong Ajax       | Eerste Divisie  | 1          | 1          |
| 2022/23         | Jong Ajax       | Eerste Divisie  | 1          | 0          |
| Totaal beloften | Totaal beloften | Totaal beloften | 34         | 17         |

### Senioren
| Seizoen                     | Club            | Competitie      | Competitie | Competitie | Beker | Beker | Internationaal | Internationaal | Totaal | Totaal |
| Seizoen                     | Club            | Competitie      | Wed.       | Dlp.       | Wed.  | Dlp.  | Wed.           | Dlp.           | Wed.   | Dlp.   |
| --------------------------- | --------------- | --------------- | ---------- | ---------- | ----- | ----- | -------------- | -------------- | ------ | ------ |
| 2020/21                     | Ajax            | Eredivisie      | 12         | 3          | –     | –     | 7              | 3              | 19     | 6      |
| 2021/22                     | RB Leipzig      | Bundesliga      | 9          | 0          | 1     | 0     | 4              | 0              | 14     | 0      |
| 2021/22                     | → Ajax          | Eredivisie      | 11         | 7          | 1     | 0     | 1              | 0              | 13     | 7      |
| 2022/23                     | Ajax            | Eredivisie      | 32         | 13         | 4     | 1     | 7              | 0              | 43     | 14     |
| 2023/24                     | Ajax            | Eredivisie      | 30         | 18         | 1     | 1     | 12             | 3              | 43     | 22     |
| 2024/25                     | Ajax            | Eredivisie      | 26         | 4          | 2     | 0     | 12             | 3              | 40     | 7      |
| Totaal senioren             | Totaal senioren | Totaal senioren | 110        | 42         | 9     | 2     | 40             | 8              | 172    | 56     |
| Carrièretotaal              | Carrièretotaal  | Carrièretotaal  | 144        | 59         | 9     | 2     | 40             | 8              | 206    | 73     |
| Bijgewerkt op 15 april 2025 |                 |                 |            |            |       |       |                |                |        |        |

## Interlandcarrière

### Nederlandse jeugdelftallen
Sinds 2017 speelde Brobbey in diverse Nederlandse jeugdelftallen en werd in 2018 en 2019 Europees kampioen met Nederland onder 17.
Brobbey debuteerde op 24 maart 2021 voor Jong Oranje op het EK onder 21. Hij viel die wedstrijd in voor Noa Lang.

### Nederlands Elftal
In september 2022 werd hij voor het eerst geselecteerd voor het Nederlands elftal, maar bleef tijdens dit duel in de UEFA Nations League tegen België op de bank. In november 2022 bleef hij buiten de definitieve selectie voor het WK 2022.
Op 16 oktober 2023 maakte Brobbey zijn debuut voor het Nederlands elftal in de 62e minuut tegen Griekenland, hij viel in voor Wout Weghorst. Nederland won de wedstrijd met 0-1 door een benutte penalty van Virgil van Dijk. In november 2023 gaf bondscoach Ronald Koeman aan dat Brobbey's eerste aanname en zijn manier van afwerken nog niet goed waren.
Brobbey mocht deelnemen aan het EK 2024, maar speelde tijdens dit toernooi slechts enkele minuten, in de blessuretijd van de verloren halve finale tegen Engeland.
| Interlands van Brian Brobbey voor Nederland | Interlands van Brian Brobbey voor Nederland | Interlands van Brian Brobbey voor Nederland | Interlands van Brian Brobbey voor Nederland | Interlands van Brian Brobbey voor Nederland | Interlands van Brian Brobbey voor Nederland |
| No.                                         | Datum                                       | Wedstrijd                                   | Uitslag                                     | Competitie                                  | Doelpunten                                  |
| ------------------------------------------- | ------------------------------------------- | ------------------------------------------- | ------------------------------------------- | ------------------------------------------- | ------------------------------------------- |
|                                             |                                             |                                             |                                             |                                             |                                             |
| Als speler van AFC Ajax                     | Als speler van AFC Ajax                     | Als speler van AFC Ajax                     | Als speler van AFC Ajax                     | Als speler van AFC Ajax                     | 1                                           |
| 1.                                          | 16 oktober 2023                             | Griekenland – Nederland                     | 0 – 1                                       | Kwalificatie EK 2024                        |                                             |
| 2.                                          | 6 juni 2024                                 | Nederland – Canada                          | 4 – 0                                       | Vriendschappelijk                           |                                             |
| 3.                                          | 10 juli 2024                                | Nederland – Engeland                        | 1 – 2                                       | EK 2024                                     |                                             |
| 4.                                          | 10 september 2024                           | Nederland – Duitsland                       | 2 – 2                                       | Nations League 2024/25                      |                                             |
| 5.                                          | 11 oktober 2024                             | Hongarije - Nederland                       | 1 – 1                                       | Nations League 2024/25                      |                                             |
| 6.                                          | 14 oktober 2024                             | Duitsland - Nederland                       | 1 – 0                                       | Nations League 2024/25                      |                                             |
| 7.                                          | 19 november 2024                            | Bosnië en Herzegovina - Nederland           | 1 – 1                                       | Nations League 2024/25                      | 24'                                         |
| 8.                                          | 23 maart 2025                               | Spanje - Nederland                          | 3 – 3 (5-4)                                 | Nations League 2024/25                      |                                             |

## Persoonlijk
In juni 2025 werd bekend dat Brobbey vanaf 2022 enige tijd werd afgeperst. Daarbij werden onder meer aanslagen op het huis van z'n schoonmoeder en auto's gepleegd, en werd ook een vriend neergeschoten toen deze het voor Brobbey opnam. Brobbey deed geen aangifte, de afpersing lijkt geëindigd te zijn doordat de afperser in andere zaken werd veroordeeld en de gevangenis in moest.

## Erelijst
Ajax
- Eredivisie: 2020/21, 2021/22
- KNVB Beker: 2020/21

 Nederland onder 17
- UEFA Europees kampioenschap onder 17: 2018, 2019

2 Rosa ·
3 Gaaei ·
4 Hato ·
5 Wijndal ·
6 Henderson  ·
8 Taylor ·
9 Brobbey ·
12 Gorter ·
13 Kaplan ·
15 Baas ·
16 Matheus ·
17 Edvardsen ·
18 Klaassen ·
19 Rijkhoff ·
20 Traoré ·
21 Van den Boomen ·
22 Pasveer ·
23 Berghuis ·
25 Weghorst ·
26 Rugani ·
27 Van Axel Dongen ·
28 Fitz-Jim ·
29 Rasmussen ·
37 Šutalo ·
39 Godts ·
44 Regeer ·
64 Bounida ·
Coach: Heitinga
· Assistent-coach: Keizer
1 Verbruggen ·
2 Geertruida ·
3 De Ligt ·
4 Van Dijk  ·
5 Aké ·
6 De Vrij ·
7 Simons ·
8 Wijnaldum ·
9 Weghorst ·
10 Depay ·
11 Gakpo ·
12 Frimpong ·
13 Bijlow ·
14 Reijnders ·
15 Van de Ven ·
16 Veerman ·
17 Blind ·
18 Malen ·
19 Brobbey ·
20 Maatsen ·
21 Zirkzee ·
22 Dumfries ·
23 Flekken ·
24 Schouten ·
25 Bergwijn ·
26 Gravenberch ·
Coach: Koeman